# Lancetes backstromi
Lancetes backstromi är en skalbaggsart som beskrevs av Zimmermann 1924. Lancetes backstromi ingår i släktet Lancetes och familjen dykare. Inga underarter finns listade i Catalogue of Life.